# Димитрије Митриновић
Димитрије Митриновић (Доњи Поплат, 21. октобар 1887 — Ричмонд, код Лондона, 28. август 1953) био је српски авангардни критичар, теоретичар, филозоф, есејиста, песник и преводилац.

## Биографија
Детињство је провео у Зовом Долу код Невесиња где су његови родитељи били учитељи. Основну школу завршио је у Благају, гимназију у Мостару, а студије филозофије, психологије и логике у Загребу, Београду, затим у Бечу и Минхену. Апсолвирао је у Тибингену 1914. године.
Радио је у уредништву Босанске виле (1910—1913). Први светски рат провео је у Лондону, где је покренуо и уређивао часопис New Age (Ново доба), који је касније прерастао у часопис New Europe. Митриновић је такође и иницијатор Антибарбарус клуба, Адлеровог друштва за студије индивидуалне психологије.
Прву своју песму, Ленто долоросо, објавио је у Босанској вили 1905, под псеудонимом М. Димитријевић, под којим је и касније углавном објављивао поезију. Поред тог, користио је и псеудоним Антицус.
Поред Босанске виле, објављивао је песме и у часописима: Бранково коло (1906—1907, 1909—1911), Дело (1906), Нова искра (1906—1907), Срђ (1906—1908), Српски књижевни гласник (1906, 1908, 1911), Словенски југ (1908), Вардар (1910), Зора (1910), Хрватски ђак (1908—1909, 1911), Одјек (1912), Савременик (1911).
Митриновић је творац футуристичког манифеста у српској књижевности (Естетске контемплације, Босанска вила, 1913).
По избијању Првог светског рата одлази у Лондон, без финансија или познавања језика. Српска влада му помаже у тој ситуацији обезбеђивањем посла функције саветника српског посланства.
Упознао се 1914. са Кандинским за кога је рекао да је „типичан представник револуције, не само у сликарству".
Био је заговорник пансловенства и југословенског уједињења.
Митриновић је неколико година водио коресподенцију и био у вези са енглеском песникињом Ајрис Три.
Поновно откривање дела Димитрија Митриновића заслуга је Предрага Палавестре. Он је, у хрестоматији Књижевност Младе Босне (Сарајево, 1965), у целини рехабилитовао Митриновића, вративши га у контекст српске авангарде. У том смислу, значајна је и Палавестрина монографија Догма и утопија Димитрија Митриновића. Почеци српске књижевне авангарде (Београд, 1977).
Награду Димитрије Митриновић додељује фондација Арс Лонга за изузетан допринос српској култури и очувању лепих уметности.